# Мбайо, Дилан
Дилан Мбайо (нидерл. Dylan Mbayo; родился 11 октября 2001) — бельгийский футболист, вингер нидерландского клуба ПЕК Зволле.

## Клубная карьера
Воспитанник футбольной академии бельгийского клуба «Локерен». В декабре 2018 года подписал свой первый профессиональный контракт. 10 марта 2019 года дебютировал в основном составе «Локерена» в матче высшего дивизиона чемпионата Бельгии против «Генка».
В конце августа 2019 года перешёл в клуб «Гент». 25 сентября 2019 года дебютировал в основном составе «Гента» в матче Кубка Бельгии против «Эндрахт Алст», выйдя на замену Дилану Бронну на 74-й минуте, а через шесть минут забил гол в ворота соперника.

## Карьера в сборной
Выступал за сборные Бельгии до 18 и до 19 лет.

## Личная жизнь
Его отец, Марсель Мбайо, также был профессиональным футболистом и выступал за «Локерен» и сборную Демократической Республики Конго.